# Fred Smith
Fred "Sonic" Smith (14 de setembro de 1948 – 4 de novembro de 1994) foi um guitarrista americano, mais conhecido como membro fundador da banda de rock MC5. Anos depois também fez parte, com Scott Asheton do The Stooges, da banda Sonic's Rendezvous Band.

## Biografia
Fred nasceu em 14 de setembro de 1948 em Virgínia Ocidental, EUA. Ele foi casado com a poetisa e cantora Patti Smith até 1994, quando sofreu um ataque cardíaco fulminante. Fred participou do álbum Dream of Life, da sua esposa, com quem também teve dois filhos, Jackson e Jesse Smith.
O nome da banda de rock alternativo Sonic Youth foi baseado no seu pseudônimo, "Sonic".
Atualmente, Fred "Sonic" Smith foi considerado, com o seu companheiro na guitarra no MC5, Wayne Kramer, 92° - 93° melhor guitarrista de todos os tempos, segundo a revista Rolling Stone.